# Lathyrus sativus
Pour les articles homonymes, voir Gesse et pois carré.
Espèce
Lathyrus sativus, la Gesse ou Gesse commune, Pois carré ou Lentille d'Espagne, est une espèce de plantes à fleurs de la famille des Fabaceae. C'est une plante annuelle spontanée dans le Bassin méditerranéen, connue pour ses graines également appelées Gesses.
Ses graines sont des légumes secs consommés depuis le début du néolithique en Europe du Sud, en Inde du nord et dans la corne de l'Afrique. On estime à 1 million d'hectares la surface ensemencée en gesse actuellement. L'Éthiopie (guaya) est un producteur significatif, la culture se rencontre encore rarement en Italie (cicerchia), en Espagne (alverjón dont on fait de la farine qui sert à confectionner les gachas ou purée), au Portugal (chícharos), dans ces deux derniers pays elle est également nommée almorta.

## Étymologie
Le nom générique, « Lathyrus », est un terme latin, lui-même emprunté au grec ancien λάθυρος (lathyros), qui désignait  chez les Romains une plante, la jarosse ou pois carré, assimilée à la gesse cultivée,.
L'épithète spécifique, « sativus » est un adjectif latin signifiant « cultivé ».

## Description

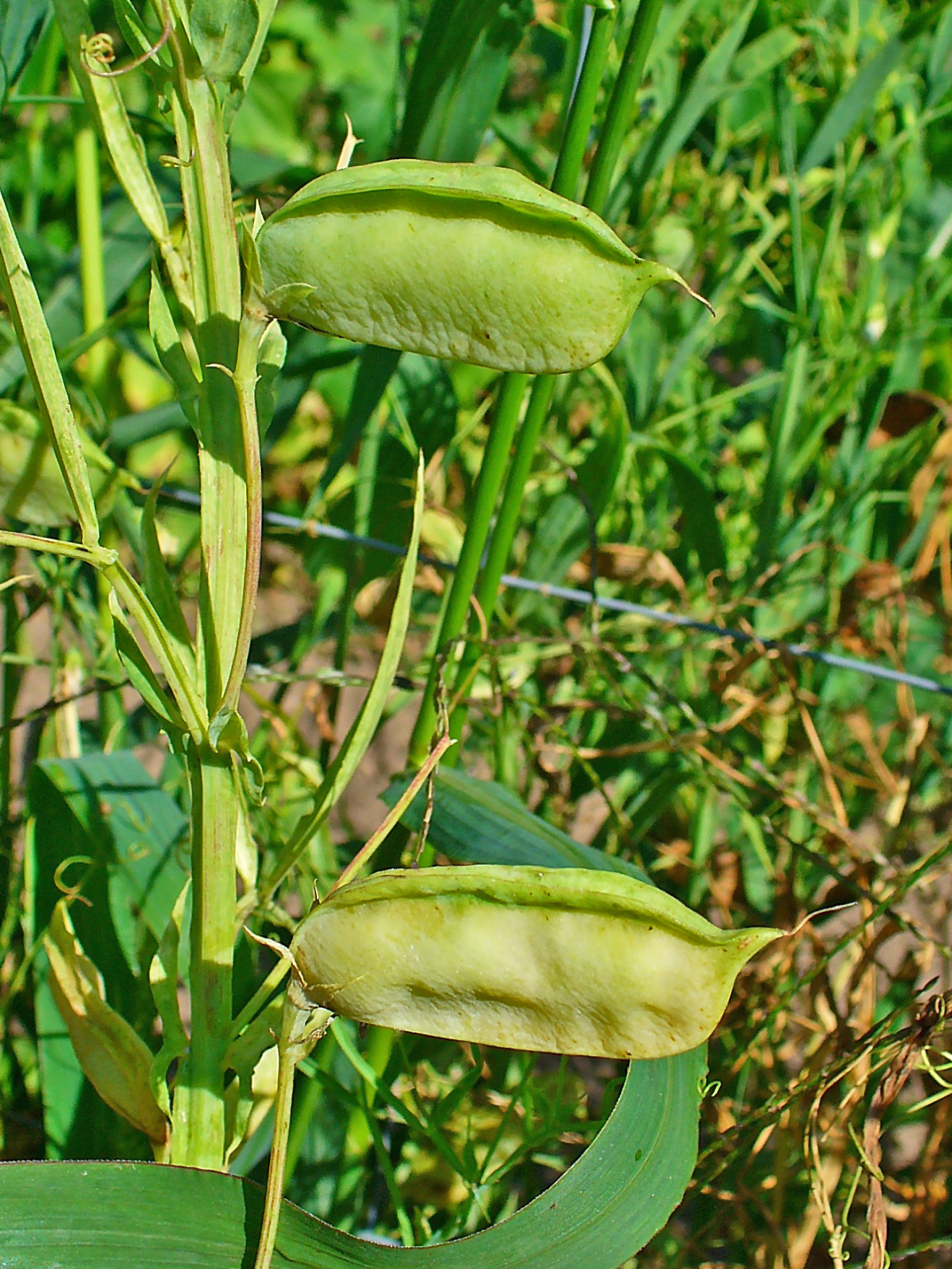
Gousses.

Lathyrus sativus est une plante annuelle de 30-60 cm de hauteur avec une forte racine.
Elle produit des gousses de 30-35 mm qui contiennent des graines appelées également gesse.
Leurs tiges sont couchées ou grimpantes, et mesurent 15 à 60, rarement 100 cm de long. Elles sont fortement ramifiées, s'étalant de 0,5 à 1,5 m de large. Les pétioles sont largement ailés (1 à 2,5 mm). Les folioles mesurent de 2,5 à 15 cm de long, de 3 à 7 mm de large, et sont au moins 3 fois plus longs que larges. Leur forme est linéaire-lancéolée à elliptique, ils ont 5 à 7 nervures longitudinales minces distinctes. Les stipules mesurent de 10 à 20 mm de long et de 2 à 5 mm de large.
Le nombre de chromosomes est 2n = 14

## Culture
Lathyrus sativus pousse mieux à des températures moyennes situées entre 10 et 25 °C avec une pluviométrie moyenne de 400–650 mm par an. Comme beaucoup d'autres légumineuses, Lathyrus sativus améliore la teneur en azote du sol.
Sa culture peut survivre à la sécheresse ou à des inondations, mais elle pousse mieux dans les sols humides.
Lathyrus sativus tolère une gamme de types de sols acides, neutres ou alcalins allant du sable limoneux à l'argile compacte. Elle ne tolère pas l'ombre.
La masse de 1 000 pois est d’environ 170 g. La densité moyenne de semis est habituellement de 45–60 kg/ha pour une culture pure. On sème les graines à la volée ou en sillons après les avoir éventuellement fait tremper dans l’eau pendant une nuit. Des densités de 200 000–250 000 plantes/ha sont courantes.
Lathyrus sativus étant une légumineuse et qu'elle fixe l'azote atmosphérique pour enrichir le sol, elle est utilisée lors de rotation de culture afin d'aider la culture de la production principale. Dans de nombreux cas, Lathyrus sativus est cultivé avant la culture du riz où en alternance avec une culture de riz. L'azote fixé dans le sol par Lathyrus sativus produit des rendements élevés pour la culture elle-même mais aussi pour la culture suivante. Par conséquent, sa culture s'intègre bien dans un système agricole durable.

## Composition et extraction
Les informations nutritionnelles de Lathyrus sativus pour 100 grammes sont : énergie 362,3 calories ; glucide 51,8 % ; protéines 31,6 % ; lipide 2,7 % ; fibre 1,1 % ; cendre 2,2 %.
| Acide aminés (% matière sèche) | Lathyrus Sativus |
| ------------------------------ | ---------------- |
| Leucine                        | 6,63             |
| Isoleucine                     | 3,71             |
| Lysine                         | 6,70             |
| Threonine                      | 3,83             |
| Thryptophane                   | 0,72             |
| Valine                         | 4,28             |
| Tyrosine                       | 2,79             |
| Phenylalanine                  | 4,18             |
| Methionine                     | 0,83             |
| Cystine                        | 1,72             |
| Arginine                       | 7,72             |
| Alanine                        | 4,67             |
| Acide Aspartique               | 11,89            |
| Acide Glutamique               | 17,16            |
| Histidine                      | 2,88             |
| Serine                         | 4,73             |

Il est possible d'extraire les protéines de cette légumineuse par voie sèche et/ ou voie humide. L'extraction de protéines par voie sèche est simple. D’abord, on fait rentrer dans un premier broyeur les pois qui auront été préalablement trempés, nettoyés et chauffés afin qu’ils soient débarrassés de leurs téguments et des micro-organismes. On obtient une farine brute qui va passer dans un premier sélecteur à courant d’air ce qui va permettre la séparation des petites farines (riche en protéines). La plus grosse farine va être recyclée dans un second broyeur. On obtiendra de nouveau deux fractions, la farine la plus fine va passer dans un deuxième sélecteur à courant d'air. Ainsi on obtient une première fraction riche en protéines (farine fine enrichie en protéines) et une autre fraction amylacée (avec un taux plus faible en protéines). Ce procédé économique permet de garder toutes les qualités intrinsèques de la lentille, et n'en affecte ni la composition nutritionnelle ni les propriétés fonctionnelles. La farine de légumineuse pourra être utilisée et couplée à la farine de blé afin d’enrichir les aliments en protéines (pains, crêpes, scones etc.). La fraction amylacée sera réservée à l'alimentation animale.

## Alimentation
Ces gesses sont un des plus anciens légumes secs consommés par les humains ou qui ont été utilisées comme fourrage.

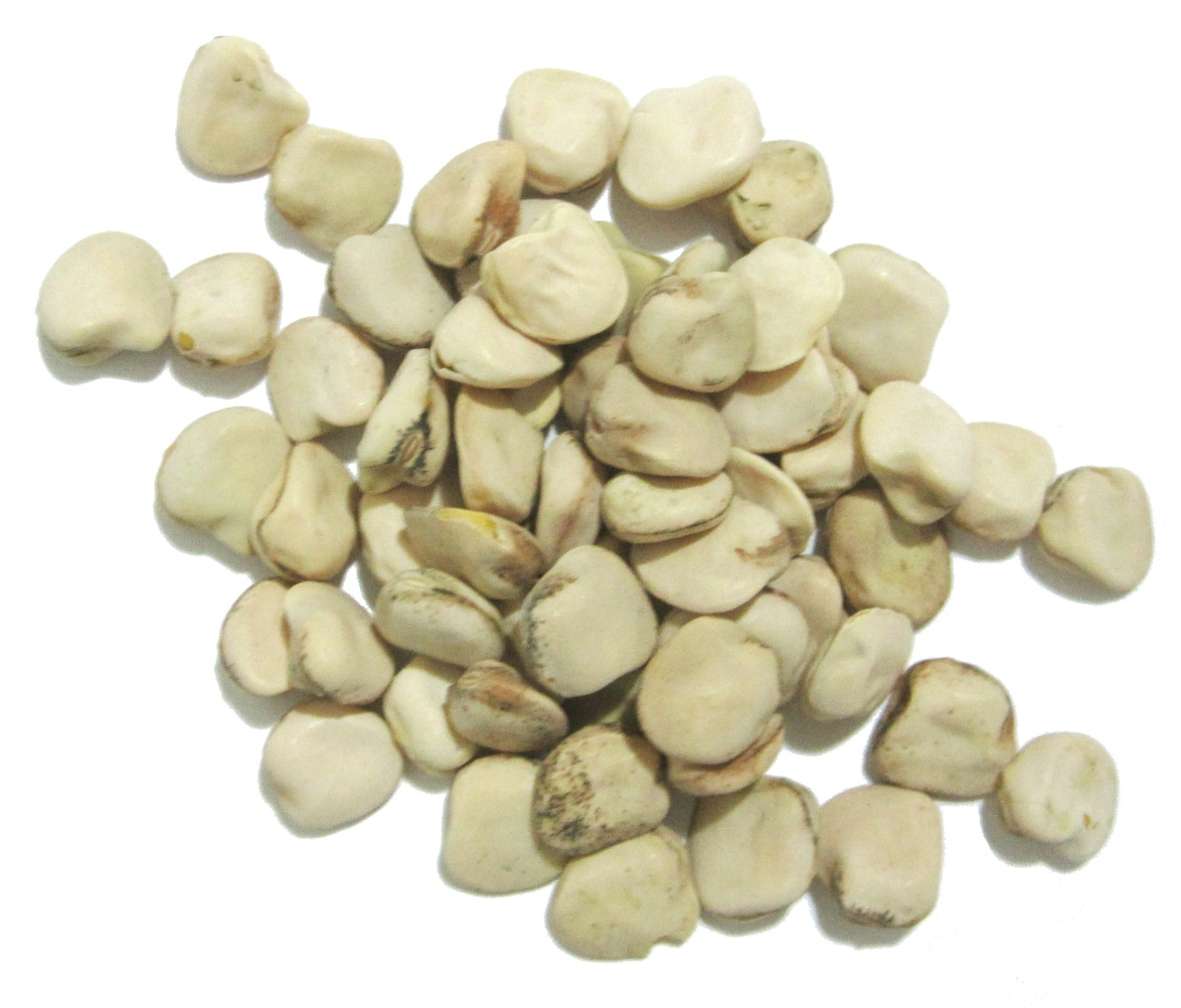
Graines séchées.

La domestication aurait eu lieu en Anatolie semble-t-il, et elle a débouché sur de nombreuses variétés à grain petit ou gros, de différentes formes et couleurs et à fleurs blanches ou violettes. La culture en est facile, la plante est peu exigeante sur la nature du sol, elle a de faibles besoins en eau et en fertilisant. Elle est donc de tous temps attachée à la pauvreté et n'a pas fait l'objet d'une amélioration. En revanche, elle est riche en protéines, acides gras insaturés et en anti-oxydants. Elle se consomme verte, comme un petit pois  ou bien sèche, en farine, sous forme de purée. Une publication de l'université de Naples parue en 2012 donne une analyse nutritionnelle complète des gesses produites dans le district de Valle Agricola, elle conclut que la gesse est une ressource alimentaire attrayante.[réf. nécessaire]

## Toxicité

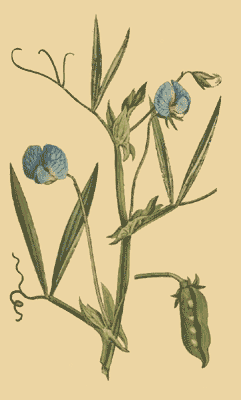
Illustration d écrit par Curtis, William en 1787.

La gesse contient un neurotoxique, l'acide oxalyldiaminopropionique (ODAP), un acide aminé qui provoque une paralysie douloureuse et irréversible des jambes accompagnée de tremblements, d'incontinence, le lathyrisme, en cas de forte consommation (plus de 30 % de l'alimentation). Les  symptômes apparaissent environ 3 mois après le début de la forte consommation, le diagnostic est délicat, l’apparition pouvant être lente et évoquer la sclérose en plaques. Le lathyrisme est une pathologie étroitement liée à la pauvreté dans les zones rurales ; de fait la consommation de gesse était généralement réservée aux populations pauvres. Les autorités sanitaires espagnoles ont interdit la récolte et la consommation de gesses en 1944, elle est à nouveau autorisée depuis 2011 comme aliment traditionnel consommé épisodiquement et sous réserve que les gesses ne contiennent pas plus de 0,15 % de βODAP. Le niveau de βODAP est réduit par le trempage et la cuisson dans l'eau bouillante, Désiré Bois écrit que la cuisson complète de la farine de gesse peut empêcher le lathyrisme.[citation nécessaire]
Depuis les années 2000, diverses recherches sont conduites pour améliorer la gesse et en réduire le niveau de βODAP, et pour comprendre le mécanisme d'adaptation à la sécheresse de la gesse. Une publication parue dans Russian Journal of Genetics 48, numéro 2 (2012) laisse penser que des mutants homogènes sont sur le point d'être sélectionnés, les ressources du génie génétique devraient permettre d'aboutir rapidement, les facteurs affectant le contenu en  β-ODAP ont été décrits en 2011 par des universitaires chinois, le principal est le stress hydrique.
En effet, la gesse cultivée est maintenant considérée comme une plante d'avenir, elle peut être produite dans des conditions climatiques moins exigeantes que les céréales. Des essais sont réalisés pour incorporer la farine de gesse dans le pain .